# Canko

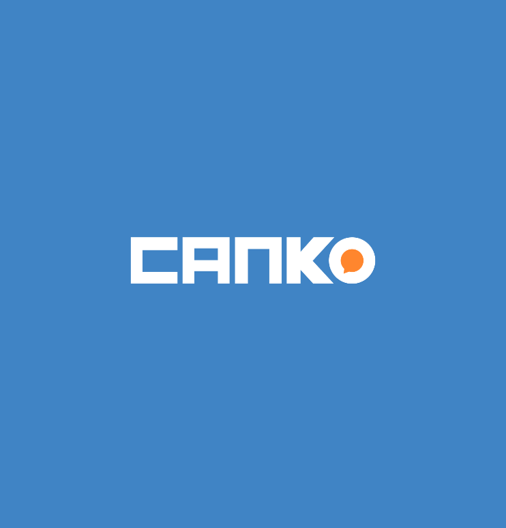
canko 서비스 로고

한국어에 익숙하지 않은 사용자가 한국어를 학습할 수 있는 교육용 어플리케이션이다.
동국대학교 한국어교육원의 교재인 "동국한국어 1A/1B"의 커리큘럼과 동일하게 구성하고, 교재의 집필진(최은경 외 5인)이 개발에 참여하여 모바일 장치에서 사용자가 학습하기에 적합하도록 개선하였다.

## 서비스 언어
현재 영어, 일본어, 중국어, 스페인어, 이탈리아어, 독일어, 프랑스어, 태국어, 베트남어, 인도네시아어 등 총 10종의 언어를 사용하는 사용자를 대상으로 서비스 하고 있다. 개인 설정으로 이동하면 주 사용 언어를 변경할 수 있다. 

## 학습 구성
각 교재별로 48개의 과로 구성, 각 과는 3개의 강의를 포함하고 있다. 강의를 12개 진행하고 복습과 시험을 통해 하나의 학습 사이클이 마무리 된다.
각 과는 자주 사용되는 문형을 각각 1, 2강으로 구성하고, 3강에서 1, 2강의 내용을 복습하도록 구성되어 있다.
하나의 강의는 새로 나온 어휘, 자주 쓰이는 문장, 문장을 활용한 기본 대화, 기본 대화를 확장한 실전 회화의 순으로 학습을 진행한다.

## 커리큘럼
| 교재구분 | 과     | 강     | 문형                                |    | 교재구분 | 과     | 강                                          | 문형 |
| -------- | ------ | ------ | ----------------------------------- | -- | -------- | ------ | ------------------------------------------- | ---- |
| 1A       | 1과    | 1강    | -에 가요?                           | 1B | 17과     | 1강    | 보다 (더)                                   |      |
| 1A       | 1과    | 2강    | 네, 아니요.                         | 1B | 17과     | 2강    | 별로                                        |      |
| 1A       | 1과    | 3강    | -에 가요? / 네, 아니요              | 1B | 17과     | 3강    | 보다 (더) / 별로                            |      |
| 1A       | 2과    | 1강    | 이/가                               | 1B | 18과     | 1강    | -아서/어서①                                 |      |
| 1A       | 2과    | 2강    | 하고                                | 1B | 18과     | 2강    | 제일                                        |      |
| 1A       | 2과    | 3강    | 이/가 / 하고                        | 1B | 18과     | 3강    | -아서/어서① / 제일                          |      |
| 1A       | 3과    | 1강    | -아요/어요                          | 1B | 19과     | 1강    | -(으)ㄹ 때                                  |      |
| 1A       | 3과    | 2강    | 을/를                               | 1B | 19과     | 2강    | 에서②                                       |      |
| 1A       | 3과    | 3강    | -아요/어요 / 을/를                  | 1B | 19과     | 3강    | -(으)ㄹ 때 / 에서②                          |      |
| 1A       | 4과    | 1강    | 에 있어요                           | 1B | 20과     | 1강    | 관형형① -(으)ㄴ                             |      |
| 1A       | 4과    | 2강    | -고①                                | 1B | 20과     | 2강    | -아서/어서 왔어요                           |      |
| 1A       | 4과    | 3강    | 에 있어요 / -고①                    | 1B | 20과     | 3강    | 관형형① -(으)ㄴ / -아서/어서 왔어요         |      |
| 1A       | 복습   | 복습   | 복습                                | 1B | 복습     | 복습   | 복습                                        |      |
| 1A       | 테스트 | 테스트 | 테스트                              | 1B | 테스트   | 테스트 | 테스트                                      |      |
| 1A       | 5과    | 1강    | 이에요/예요                         | 1B | 21과     | 1강    | -아서/어서②                                 |      |
| 1A       | 5과    | 2강    | 이/가 아니에요                      | 1B | 21과     | 2강    | (으)로②                                     |      |
| 1A       | 5과    | 3강    | 이에요/예요 / 이/가 아니에요        | 1B | 21과     | 3강    | -아서/어서② / (으)로②                       |      |
| 1A       | 6과    | 1강    | 에                                  | 1B | 22과     | 1강    | 관형형② -는                                 |      |
| 1A       | 6과    | 2강    | -았어요/었어요                      | 1B | 22과     | 2강    | 마다                                        |      |
| 1A       | 6과    | 3강    | 에 / -았어요/었어요                 | 1B | 22과     | 3강    | 관형형② -는 / 마다                          |      |
| 1A       | 7과    | 1강    | -(으)러 가다/오다                   | 1B | 23과     | 1강    | -(으)ㄹ까요?②                               |      |
| 1A       | 7과    | 2강    | 수: 시간 표현                       | 1B | 23과     | 2강    | -(으)ㄹ 거예요②                             |      |
| 1A       | 7과    | 3강    | -(으)러 가다/오다 / 수: 시간 표현   | 1B | 23과     | 3강    | -(으)ㄹ까요?② / -(으)ㄹ 거예요②             |      |
| 1A       | 8과    | 1강    | -(으)ㄹ 거예요                      | 1B | 24과     | 1강    | -(으)면                                     |      |
| 1A       | 8과    | 2강    | 에서 ①                              | 1B | 24과     | 2강    | -고②                                        |      |
| 1A       | 8과    | 3강    | -(으)ㄹ 거예요 / 에서 ①             | 1B | 24과     | 3강    | -(으)면 / -고②                              |      |
| 1A       | 복습   | 복습   | 복습                                | 1B | 복습     | 복습   | 복습                                        |      |
| 1A       | 테스트 | 테스트 | 테스트                              | 1B | 테스트   | 테스트 | 테스트                                      |      |
| 1A       | 9과    | 1강    | -고 싶다                            | 1B | 25과     | 1강    | -거나                                       |      |
| 1A       | 9과    | 2강    | 한테                                | 1B | 25과     | 2강    | 에 ~번                                      |      |
| 1A       | 9과    | 3강    | -고 싶다 / 한테                     | 1B | 25과     | 3강    | -거나 / 에 ~번                              |      |
| 1A       | 10과   | 1강    | -(으)ㄹ까요? ①                      | 1B | 26과     | 1강    | -(으)ㄹ 줄 알다                             |      |
| 1A       | 10과   | 2강    | 부터, 까지                          | 1B | 26과     | 2강    | 잘하다, 잘 못하다, 못하다                   |      |
| 1A       | 10과   | 3강    | -(으)ㄹ까요? ① / 부터, 까지         | 1B | 26과     | 3강    | -(으)ㄹ 줄 알다 / 잘하다, 잘 못하다, 못하다 |      |
| 1A       | 11과   | 1강    | 안                                  | 1B | 27과     | 1강    | -아/어 봤어요                               |      |
| 1A       | 11과   | 2강    | 주세요                              | 1B | 27과     | 2강    | -아/어 보세요                               |      |
| 1A       | 11과   | 3강    | 안 / 주세요                         | 1B | 27과     | 3강    | -아/어 봤어요 / -아/어 보세요               |      |
| 1A       | 12과   | 1강    | 수: 화폐 단위 표현                  | 1B | 28과     | 1강    | 은/는                                       |      |
| 1A       | 12과   | 2강    | 그래서, 그런데                      | 1B | 28과     | 2강    | -(으)ㄴ데/는데①                             |      |
| 1A       | 12과   | 3강    | 수: 화폐 단위 표현 / 그래서, 그런데 | 1B | 28과     | 3강    | 은/는 / -(으)ㄴ데/는데①                     |      |
| 1A       | 복습   | 복습   | 복습                                | 1B | 복습     | 복습   | 복습                                        |      |
| 1A       | 테스트 | 테스트 | 테스트                              | 1B | 테스트   | 테스트 | 테스트                                      |      |
| 1A       | 13과   | 1강    | -(으)세요, -지 마세요               | 1B | 29과     | 1강    | -지요?                                      |      |
| 1A       | 13과   | 2강    | -(으)로①                            | 1B | 29과     | 2강    | 도                                          |      |
| 1A       | 13과   | 3강    | -(으)세요, -지 마세요 / -(으)로①    | 1B | 29과     | 3강    | -지요? / 도                                 |      |
| 1A       | 14과   | 1강    | -고 있다                            | 1B | 30과     | 1강    | -(으)면서                                   |      |
| 1A       | 14과   | 2강    | -(으)시 -                           | 1B | 30과     | 2강    | (으)로③                                     |      |
| 1A       | 14과   | 3강    | -고 있다 / -(으)시 -                | 1B | 30과     | 3강    | -(으)면서 / (으)로③                         |      |
| 1A       | 15과   | 1강    | -아/어 주세요                       | 1B | 31과     | 1강    | -아야/어야 되다                             |      |
| 1A       | 15과   | 2강    | -아/어 드릴게요                     | 1B | 31과     | 2강    | 한테(서)                                    |      |
| 1A       | 15과   | 3강    | -아/어 주세요 / -아/어 드릴게요     | 1B | 31과     | 3강    | -아야/어야 되다 / 한테(서)                  |      |
| 1A       | 16과   | 1강    | -(으)ㄹ 수 있다                     | 1B | 32과     | 1강    | -아/어 주다                                 |      |
| 1A       | 16과   | 2강    | 못                                  | 1B | 32과     | 2강    | -게                                         |      |
| 1A       | 16과   | 3강    | -(으)ㄹ 수 있다 / 못                | 1B | 32과     | 3강    | -아/어 주다 / -게                           |      |
| 1A       | 복습   | 복습   | 복습                                | 1B | 복습     | 복습   | 복습                                        |      |
| 1A       | 테스트 | 테스트 | 테스트                              | 1B | 테스트   | 테스트 | 테스트                                      |      |

## 역사
- 2023년 5월 16일 - 클로즈베타 (무료)서비스 시작
  - 구글플레이스토어, 앱스토어 서비스 시작

- 2023년 11월 1일 - 광고를 제거한 유료 서비스를 추가 제공
  - 구글플레이스토어, 앱스토어 서비스 시작
  - 동국 한국어 1A/1B 및 "자음 모음" 의 콘텐츠 포함

- 2024년 2월 - 동국한국어 2A/2B 추가 업데이트

## 개발자
인터넷 소프트웨어 개발사인 (주)비비소프트와 동국대학교 한국어교육원이 함께 개발하였다.

## 참조
1. ↑  《함께배워요, 한국어》. ISBN 97889780146702024년도 이후 《동국 한국어》로 도서명 개정됨.
2. ↑  초급 한국어 말하기 앱 개발 연구 https://www.kci.go.kr/kciportal/ci/sereArticleSearch/ciSereArtiView.kci?sereArticleSearchBean.artiId=ART002990834
3. ↑  “비비소프트-공식홈페이지”.
4. ↑  “동국대학교 한국어교육원-공식홈페이지”.